# Izeltlabuak.hu
Az izeltlabuak.hu a Közösen a Természetért közhasznú Alapítvány által karbantartott közösségi adatrögzítő platform. 
A weboldal lehetőséget nyújt a felhasználóinak, hogy közösségként dolgozzanak együtt a Magyarországon élő ízeltlábúak azonosításában és dokumentálásában. Az oldal által biztosított közösségi adatgyűjtési rendszer segíti a felhasználókat abban, hogy hozzájáruljanak a fajok elterjedésének feltérképezéséhez. Az adatrögzítésekre a weboldallal együttműködő szakemberek adnak rendszertani határozást, így részletes és megbízható képet kaphatunk a hazai ízeltlábú élővilág és a  biodiverzitás  aktuális állapotáról és változásáról. 
Az információk, amelyeket a weboldal gyűjt, hasznos forrást jelentenek a természettudományi kutatások és a  természetvédelem  terén tevékenykedő szakemberek és szervezetek számára is. A közreműködő amatőr természetkutatók nyílt hozzáférésű észlelési adataik megadásával a közösségi tudományt gyakorolják, tevékenységükkel a tudományos munkákat segítik. 
Az izeltlabuak.hu jelmondata, a "Segítünk egymásnak megismerni Magyarország ízeltlábú élővilágát" kiemeli az oldal közösségi jellegét és arra való elkötelezettségét, hogy segítse a felhasználókat az országban található ízeltlábú fajok megismerésében és védelmében.
Az évente megjelenő faunára új fajok azok mind mind olyanok, amelyek a környező országokban már voltak és csak idő kérdése volt, hogy megjelennek nálunk is. Egyébként ezeket nagyon gyakran nem mi találjuk meg, hanem pont az amatőr rovarászok. A citizen science, amit mondhatunk közösségi tudománynak hatalmas lehetőségek vannak ebben és a fajok feltérképezésében, kimutatásában ma már megkerülhetetlen. Van egy izeltlabuak.hu nevű teljesen magánkezdeményezés oldal, ahova bárki bármilyen rovart feltölthet és vannak, akik ezt rendszeresen figyelik és meghatározzák őket. Én is. Azért szép nagy lepkékből van a legtöbb, meg szép nagy bogárból, de pudvabogárból egy darab sincs,. De hát egyrészt ugye a magyar rovarászat kicsit Budapest központú, mert hát ugye a legtöbb rovarász itt van. Nehezen jutunk már el az ország széleire. Mások meg ott laknak és akkor a jobbnál jobb fajokat meg ontják erre a helyre fényképek formájában olyan helyekről, amikről nem is tudtunk, hogy vannak és olyan fajokról, amelyekről nem gondoltuk volna, hogy ott élnének. Na és akkor így még faunára új fajokat is találhatunk, nem a természetben, hanem itt a fotók között keresgélve. És azért van olyan köztük, aki ha általa nagyon ismeretlen állatot lát, akkor azt el is rakja, sőt el is küldi nekünk, úgyhogy a bizonyítópéldány is megvan belőle. - Merkl Ottó
Magyarország legnagyobb, rovartani témájú közösségi adatgyűjtő oldala remek példája az alulról szerveződő „citizen science” tevékenységnek. Maga a felület nyilvános működése korlátozott elérésű tesztidőszakot követően 2016-ban indult. Az oldalon regisztráció után lehetőség nyílik észlelésekhez tartozó adatok (pl. egyedek száma, GPS-koordináták, lelőhely, megjegyzések) és fényképek rögzítésére. A taxonok pontosabb azonosítását amatőr és hivatásos szakértők is ellenőrzik, így az oldal adatminősége megfelelő. A nyitólapon valós időben frissülő adatok szerint 2020 októberében összesen 12 976 hazai ízeltlábú faj – köztük természetvédelmi szempontból jelentős védett vagy éppen idegenhonos fajok – 153 031 észlelését rögzítették eddig, amelyekhez 254 029 képet töltöttek fel. Ezek az adatok nyilvánosak, így szakemberek számára is hozzájárulhatnak a fajok elterjedésének hosszabb távú nyomon követéséhez, ahogyan például az idegenhonos inváziós, gyakran tömegesen fellépő ázsiai márványospoloska (Halyomorpha halys) hazai terjeszkedésének a vizsgálatához is felhasználták ezeket az észlelések. A kezdetben kizárólag ízeltlábú fajok terepi észlelési adatainak gyűjtésére indított oldal később további tartalmakkal bővült. Az adatrögzítés mellett ismeretterjesztő írások, határozást segítő irodalom, védett és közösségi jelentőségű fajok listái is elérhetők.
A civil tudományba vagy más néven közösségi tudományba olyan kezdeményezések tartoznak bele, amelyek lehetővé teszik a nagyközönség részvételét a tudományban. Az izeltlabuak.hu-n a felhasználók adatszolgáltatással segítik a közösség munkáját. A portálon jelen vannak nemzeti parkoknak, múzeumoknak dolgozó hivatásos lepidopterológusok és szakavatott amatőrök is. “A munkát nem minősíti, hogy valaki ebből él-e vagy sem. A fiatalok közül sokan regisztráltak a portálra, de a nagy öregek többnyire ebbe már nem fognak bele. Az adatbázisok ideje előtt a lepkészek kipreparált magán- és múzeumi gyűjteményeket hoztak létre. A magángyűjtők a ritka példányokat nemzetközi börzéken árulták és csereberélték. Ma is működik még ez az irány, léteznek intézményi gyűjtemények, hiszen egy kitűzött lepke alkalmas genetikai vizsgálatokra, és sokkal aprólékosabban lehet megvizsgálni a határozóbélyegeket, mint egy fénykép alapján. A közösségi adatbázisok és a „húslepkészek” világa egymás mellett él. Az izeltlabuak.hu egy opportunisztikus adatbázis, amely nem tervszerű, rendszeres mintavételezésből származik, hanem jelenléthiány típusú adatokra épül. A közösségi adatgyűjtés iszonyatosan nagy előny, hiszen nem lehet minden nyári orgona mellé odaállítani egy kutatót, hogy számolja a nappali pávaszemeket.”